# Ben Gastauer
Ben Gastauer (Dudelange, 14 de novembre del 1987) és un ciclista luxemburguès professional des del 2010 fins al 2021. Ha aconseguit diferents Campionats nacionals en categoria sub-23 i el Tour de l'Alt Var de 2015.

## Palmarès
- 2006
  -  Campió de Luxemburg en ruta sub-23
- 2007
  -  Campió de Luxemburg en ruta sub-23
- 2008
  -  Campió de Luxemburg en contrarellotge sub-23
  - 1r a la Ruta d'Or
- 2009
  -  Campió de Luxemburg en ruta sub-23
  -  Campió de Luxemburg en contrarellotge sub-23
  - 1r del Tour del País de Savoia i vencedor d'una etapa
- 2015
  - 1r del Tour de l'Alt Var i vencedor d'una etapa

### Resultats al Giro d'Itàlia
- 2011. 88è de la classificació general
- 2012. 67è de la classificació general
- 2013. 51è de la classificació general
- 2017. 29è de la classificació general
- 2019. 79è de la classificació general
- 2020. Abandona (8a etapa)

### Resultats a la Volta a Espanya
- 2012. 81è de la classificació general
- 2013. 65è de la classificació general
- 2018. 36è de la classificació general

### Resultats al Tour de França
- 2014. 21è de la classificació general
- 2015. Abandona (11a etapa)
- 2016. 61è de la classificació general
- 2017. 37è de la classificació general